# ミレ・シュコリッチ
ミレ・シュコリッチ（Mile Škorić、1991年6月19日 - ）は、クロアチア・ヴィンコヴツィ出身のサッカー選手。中国超級・天津津門虎足球倶楽部所属。ポジションはDF。クロアチア代表。

## クラブ経歴
2008年にNKオシエクでプロデビュー。
2011年にHNKゴリツァに移籍した。
2012年1月27日、NK HAŠKに加入した。
2013年7月8日、再びオシエクに復帰した。
2023年3月、滄州雄獅足球倶楽部に2年契約で移籍した。
2024年1月30日、天津津門虎足球倶楽部に移籍した。

## 代表経歴
2017年5月28日、メキシコ代表との親善試合でクロアチア代表デビューを果たした。